# Бізанц Данило
Данило Бізанц (Daniel Bisanz) (2 лютого 1897, Підбуж — 11 березня 1968, м. Відень, Австрія) — сотник УГА, командир куреня 8-ї Самбірської бригади УГА.

## Життєпис
Народився 2 лютого 1897 у селищі Підбуж (зараз Дрогобицький район Львівської області).
Служив у 19-му піхотному полку. З листопада 1918 в УГА, у штабі бойової групи «Рудки» під командуванням Карла Гофмана. Згодом командував куренями у 8-й Самбірській та 2-й Коломийській бригадах УГА.
У 1920 заарештований у Львові польською владою через службу в УГА.
Згодом проживав у Відні, де й помер 11 березня 1968 року.
15 березня 1968 року похований на Гітцінзькому кладовищі. Координати могили: Gruppe 55 Nummer 121 [Архівовано 24 грудня 2016 у Wayback Machine.].